# بيل كروذرز
بيل كروذرز هو عداء مسافات متوسطة كندي، ولد في 24 ديسمبر 1940 في ماركام في كندا.

## وصلات خارجية
- بيل كروذرز على موقع الاتحاد الدولي لألعاب القوى (الإنجليزية)
- بيل كروذرز على موقع اللجنة الأولمبية الدولية (الإنجليزية)
- بيل كروذرز على موقع أوليمبيديا (الإنجليزية)
- بيل كروذرز على موقع اللجنة الأولمبية الكندية (الإنجليزية)
- بيل كروذرز على موقع اتحاد ألعاب الكومنولث (مؤرشف) (الإنجليزية)
- بيل كروذرز على موقع قاعة كندا للمشاهير الرياضية (الإنجليزية)
- بيل كروذرز على موقع قاعة أونتاريو للمشاهير الرياضية (مؤرشف) (الإنجليزية)